# Кінер (Північна Кароліна)
Кінер (англ. Keener) — переписна місцевість (CDP) в США, в окрузі Сампсон штату Північна Кароліна. Населення — 540 осіб (2020).

## Географія
Кінер розташований за координатами 35°7′16″ пн. ш. 78°17′54″ зх. д. / 35.12111° пн. ш. 78.29833° зх. д. (35.121106, -78.298380).  За даними Бюро перепису населення США в 2010 році переписна місцевість мала площу 28,96 км², з яких 28,93 км² — суходіл та 0,03 км² — водойми.

## Демографія
Згідно з переписом 2010 року, у переписній місцевості мешкало 567 осіб у 227 домогосподарствах у складі 151 родини. Густота населення становила 20 осіб/км².  Було 261 помешкання (9/км²).
Расовий склад населення:
| - 66,1 % — білих - 14,6 % — чорних або афроамериканців - 1,6 % — корінних американців - 1,1 % — вихідців з тихоокеанських островів - 0,2 % — азіатів - 15,0 % — осіб інших рас |

До двох чи більше рас належало 1,4 %. Частка іспаномовних становила 18,5 % від усіх жителів.
За віковим діапазоном населення розподілялося таким чином: 24,7 % — особи молодші 18 років, 59,6 % — особи у віці 18—64 років, 15,7 % — особи у віці 65 років та старші. Медіана віку мешканця становила 37,7 року. На 100 осіб жіночої статі у переписній місцевості припадало 105,4 чоловіків;  на 100 жінок у віці від 18 років та старших — 102,4 чоловіків також старших 18 років.
Середній дохід на одне домашнє господарство  становив 35 426 доларів США (медіана — 40 417), а середній дохід на одну сім'ю — 42 519 доларів (медіана — 42 056). За межею бідності перебувало 26,5 % осіб, у тому числі 21,5 % дітей у віці до 18 років та 22,7 % осіб у віці 65 років та старших.
Цивільне працевлаштоване населення становило 309 осіб. Основні галузі зайнятості: освіта, охорона здоров'я та соціальна допомога — 35,3 %, науковці, спеціалісти, менеджери — 23,9 %, фінанси, страхування та нерухомість — 11,0 %, сільське господарство, лісництво, риболовля — 11,0 %.